# Acaronia
Acaronia é um pequeno gênero de ciclídeos encontrados no Amazonas, Orinoco e outras bacias do norte da América do Sul.

## Espécies
Atualmente existem duas espécies reconhecidas deste gênero:
- Acaronia nassa (Heckel, 1840)
- Acaronia vultuosa (S. O. Kullander, 1989)